# Faldgruben (film fra 1989)
Faldgruben er en svensk dramafilm fra 1989 skrevet og instrueret af Vilgot Sjöman. Filmen har blandt andre Börje Ahlstedt, Maria Kulle og Ewa Fröling i hovedrollerne.

## Medvirkende (i udvalg)
- Börje Ahlstedt som Larry Pedersen
- Emy Storm som Larrys sekretær
- Ewa Fröling som Maud
- Maria Kulle som Pix
- Kajsa Reingardt som Elisabeth
- Halvar Björk som politiinspektør Westin